# 마니시투슈

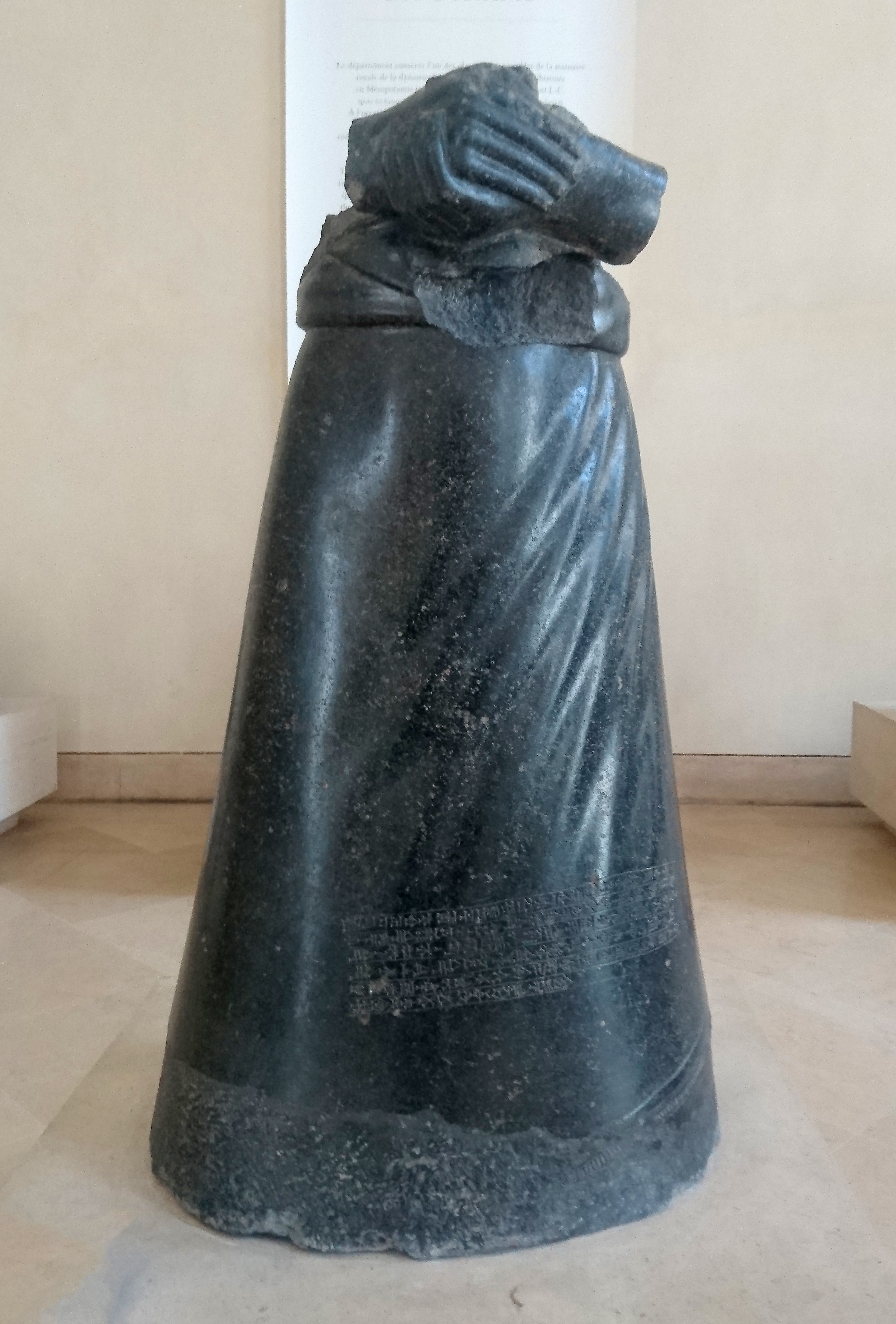
동상

마니시투슈(Manishtushu)는 아카드 제국의 왕(재위 2276 ~ 2261 BC)이었다.
그는 사르곤의 왕자였으며 나람신의 아버지였다. 그는 그의 동생 리무시를 계승하였다. 리무시는 그 자신의 왕정에 의해 암살되었다. 마니시투슈는 왕자 나람신에 의해 계승되었다.
그는 엘람의 도시 쉬라숨을 정복하였는데 오늘날의 서/서남 이란이다. 또 그는 티그리스강을 따라 함대를 항해시켜서 결국 37개의 다른 나라와 교역하였고 은광을 약탈하였다.